# Lîmaneț, Berîslav
Lîmaneț (în ucraineană Лиманець) este localitatea de reședință a comunei Kirove din raionul Berîslav, regiunea Herson, Ucraina.

## Demografie
Componența lingvistică a localității Lîmaneț
     Ucraineană (91,07%)
     Rusă (8,71%)
     Alte limbi (0,22%)
Conform recensământului din 2001, majoritatea populației localității Lîmaneț era vorbitoare de ucraineană (91,07%), existând în minoritate și vorbitori de rusă (8,71%).